# عصر زرین فرهنگ ایران
عصر زرین فرهنگ ایران (به انگلیسی: The Golden Age Of Persia)، کتابی است که ریچارد فرای در سال ۱۹۸۸ به تحریر در آورده و مسعود رجب‌نیا به فارسی برگردانیده است. این کتاب به موضوع فرهنگ در ایران در طول چندین دوره تاریخی می‌پردازد.

## فصل‌ها
1. گذشته و حال و آینده
2. ایران ساسانی
3. آسیای میانه پیش از حمله اعراب
4. فتوحات عرب در ایران
5. فتوحات اسلام در آسیای میانه
6. عباسیان و مغرب ایران
7. فرقه‌های کفر و دین اسلام
8. خدمت‌های ایران به فرهنگ اسلامی
9. هنر و پیشه‌ها
10. دودمانهای ایرانی
11. برتری یافتن ترکان
12. میراث عرب